# 吉林省語言文字工作委員會
吉林省语言文字工作委员会，簡稱吉林省語委，主管吉林省的語言文字工作，包括對吉林省內滿語等的政策。2012年，主任张志霞，副主任孙鹤娟（兼吉林省教育厅副厅长）。